# 리걸리 브론디스
리걸리 브론디스(Legally Blondes)는 미국에서 제작된 세비지 스티브 홀랜드 감독의 2009년 코미디, 가족 영화이다. 밀리 로소 등이 주연으로 출연하였고 데이빗 그레이스 등이 제작에 참여하였다.

## 출연

### 주연
- 밀리 로소
- 벡키 로소

### 조연
- 크리스토퍼 코신스
- 브리터니 커랜
- 리사 밴스
- 커티스 암스트롱
- 로즈 엡두
- 바비 캠포
- 채드 브로스키
- 클로에 브릿지
- 쿠날 샤르마
- 크리스토프 샌더스
- 타냐 치숌
- 테오 올리바레스
- 캐롤라인 포가티
- 트레버 듀크 모레츠
- 로버트 벨루시
- 트레버 브랜딩
- 와이어트 그레이
- 미셀 해리슨
- 데빈 리
- 나타시아 루이스
- 노마 진 리딕
- 세스 시에너린

## 제작진
- 원조: 아만다 브라운
- 배역: 폴 웨버